# Hervé Mazurel
Hervé Mazurel, né le 4 octobre 1977, est un historien et un musicien français. Historien du corps, des sensibilités et des imaginaires, ses recherches sont consacrées à l'histoire des mœurs européennes du long XIXe siècle. Comme musicien, il a été autrefois un membre actif de Jack the Ripper, The Fitzcarraldo Sessions et Valparaiso.

## Biographie
Agrégé d'histoire (2000), docteur de l'université Paris 1 Panthéon-Sorbonne (2009) et habilité à diriger des recherches en histoire contemporaine (2019), Hervé Mazurel a enseigné dans divers établissements universitaires (Paris 1, EHESS, universités de Toulouse Le Mirail et d’Orléans, Sciences Po Paris...). Depuis 2013, il est maître de conférences à l'université de Bourgogne et membre du LIR3S.
Spécialiste de l'Europe romantique, sa thèse, dirigée par Alain Corbin et Stéphane Audoin-Rouzeau, est publiée aux Belles-Lettres sous le titre Vertiges de la guerre. Byron, les philhellènes et le mirage grec. En 2014, l'ouvrage obtient le prix Augustin-Thierry de la Ville de Paris. Ses premiers travaux sur les guerres lointaines et coloniales du XIXe siècle européen exploraient les liens qu’y tissaient la guerre, le voyage et l'aventure. Ils participent d'une anthropologie historique de la guerre moderne. Avec Bruno Cabanes (dir.), Thomas Dodman et Gene Tempest, il coordonne ainsi la parution au Seuil en 2018 d’une grande synthèse collective publiée sous le titre Une histoire de la guerre du XIXe siècle à nos jours. En 2023, il fait paraître avec Stéphane Audoin-Rouzeau un livre d'entretiens intitulé La Part d'ombre. Sur le risque oublié de la guerre (Belles Lettres).
Entre 2013 et 2017, il anime avec Christian Ingrao et Quentin Deluermoz le séminaire Explorations du paroxysme. Traces, objets, regards, qui s'efforce de penser, à l'aide des outils des sciences sociales, les situations humaines les plus paroxystiques, leurs expériences-limites. Qu'il s'agisse des paroxysmes de violence, mais aussi des paroxysmes sexuels, festifs, politiques ou religieux. Depuis 2015, il codirige la revue transdisciplinaire Sensibilités. Histoire, critique et sciences sociales créée avec Clémentine Vidal-Naquet, Quentin Deluermoz, Christophe Granger et l'éditrice Chloé Pathé (Anamosa) - Anouche Kunth et Thomas Dodman ont depuis rejoint le comité de rédaction. La revue ambitionne de mieux saisir les contours de notre vie affective et les ressorts sensibles de la vie collective. Hervé Mazurel a par ailleurs dirigé avec Alain Corbin une synthèse parue aux PUF en 2022 et intitulée Histoire des sensibilités.
Centré sur la vie des affects, son travail vise plus généralement à mieux relier le corps, la psyché et le social-historique. De là une double parution au début des années 2020. L’une, empirique, porte sur le cas Kaspar Hauser (Kaspar l’obscur ou l’enfant de la nuit, La Découverte, 2020),. L’autre, à vocation plus théorique, s’intitule L’Inconscient ou l’oubli de l’histoire. Profondeurs et métamorphoses de la vie affective (paru à La Découverte en 2021),,. En mars 2020, durant l’épidémie de Covid. 19, il a lancé avec la psychanalyste Elizabeth Serin une grande collecte intitulée « rêves de confins ». Avec elle, il fonde la même année le "Laboratoire du temps qui passe" qui tente de rouvrir, avec un groupe de chercheurs et de praticiens des deux disciplines, le vieux dialogue, plein de malentendus, de la psychanalyse et de l'histoire, et, plus largement, des disciplines de la psyché et des sciences sociales.

### Musique
En 1995, il entre comme guitariste dans le groupe Jack the Ripper, fondé par deux cousins. Il s'ensuit trois albums et autant de tournées en collaboration avec le label Village Vert et le tourneur Auguri : The Book of lies (2001), I'm coming (2003) et Ladies first (2005). À la suite du départ du chanteur en 2007, le groupe se réinvente à travers un projet collaboratif, The Fitzcarraldo Sessions. Les musiques du groupe sont proposées à différents chanteurs de la scène rock indépendante française et internationale. Enregistré par Stephan Kramer et mixé par Ian Caple, We hear voices! sort en 2009 (Green United Music/PIAS). Avec pour invités : Stuart Staples (Tindersticks), Joey Burns (Calexico), Dominique A, Blaine Reininger (Tuxedomoon), Craig Walker (Archive) Phoebe Killdeer, Syd Matters, Moriarty, Abel Hernandez (Migala), 21 Love Hotel, Paul Carter (Flotation Toy Warning). Plusieurs concerts collectifs eurent lieu au cours de l'année 2010 (Francofolies, Printemps de Bourges, Bataclan, salle Pleyel et festival Days off).
En 2014, il cofonde avec Thierry Mazurel le projet musical Valparaiso. Bientôt rejoint par le guitariste Matthieu Texier, le batteur Thomas Belhom et le violoniste Adrien Rodrigue, le groupe se construit autour d’expériences extramusicales (théâtre, musique de films, lectures…). En 2015, paraît Winter Sessions, un EP réalisé avec la chanteuse australienne Phoebe Killdeer (Nouvelle Vague...). Puis, en 2017, sort l'album Broken Homeland, enregistré et mixé à Bristol par le producteur John Parish (PJ Harvey, Eels, Sparklehorse, Sixteen Horsepower...). Il est le fruit, là encore, de rencontres avec des chanteurs et musiciens invités sur disque et sur scène : Howe Gelb (Giant Sand), Shannon Wright, Marc Huyghens (Venus), Rosemary Standley (Moriarty), John Parish, Dominique A, Phoebe Killdeer, Julia Lanoe (Mansfield Tya), Christine Ott, Frederic D. Oberland, Sammy Decoster...

## Publications (sélection)
- Stéphane Audoin-Rouzeau, Hervé Mazurel, La Part d'ombre. Sur le risque oublié de la guerre, Paris, Les Belles Lettres, 2023, 190 p.,  (ISBN 978-2251454023)
- Alain Corbin, Hervé Mazurel (dir.), Histoire des sensibilités, Paris, PUF, 2022.
- Quentin Deluermoz, Thomas Dodman, Anouche Kunth, Hervé Mazurel, Clémentine Vidal-Naquet (dir), Insensibilités, Sensibilités. Histoire, critique et sciences sociales, Anamosa, n°11, janvier 2023.
- L'Inconscient ou l'oubli de l'histoire. Profondeurs et métamorphoses de la vie affective, Paris, La Découverte, septembre 2021.
- Kaspar l'obscur ou L'enfant de la nuit († 1833) : essai d'histoire abyssale et d'anthropologie sensible, Paris, La Découverte, coll. « À la source », 2020, 346 p. (ISBN 978-2-348-05985-8, OCLC 1198371639, présentation en ligne), [présentation en ligne].
- Quentin Deluermoz, Thomas Dodman, Hervé Mazurel (dir.), Controverses sur l'émotion. Neurosciences et sciences sociales, Sensibilités. Histoire, critique et sciences sociales, Anamosa, n°5, décembre 2018.
- Bernard Lahire, Hervé Mazurel (dir.), La société des rêves, Sensibilités. Histoire, critique et sciences sociales, Anamosa, n°4, septembre 2018.
- Bruno Cabanes (dir.), Thomas Dodman, Hervé Mazurel, Gene Tempest (coord.), Une Histoire mondiale de la guerre (XIXe – XXIe siècles), Paris, Seuil, 2018. Traductions en cours (Chinois, coréen, allemand, italien...)
- Quentin Deluermoz, Christian Ingrao, Hervé Mazurel, Clémentine Vidal-Naquet (dir.), Corps au paroxysme, Sensibilités. Histoire, critique et sciences sociales, Anamosa, n°3, novembre 2017.
- Arlette Farge, Hervé Mazurel, Clémentine Vidal-Naquet (dir.), Les sens de la maison, Sensibilités. Histoire, critique et sciences sociales, Anamosa, n°2, avril 2017.
- Vertiges de la guerre. Byron, les philhellènes et le mirage grec, Les Belles Lettres, coll. « Histoire », Paris, 2013[6].

## Discographie
- 2001 : Jack the Ripper — The book of lies (Poplane/Village vert)
- 2003 : Jack the Ripper — I’m coming (Village Vert/Wagram)
- 2005 : Jack the Ripper — Ladies first (Village Vert/Wagram)
- 2009 : The Fitzcarraldo Sessions — We hear voices! (GUM/PIAS)
- 2015 : Valparaiso with Phoebe Killdeer — Winter Sessions (Zamora label/PIAS)
- 2017 : Valparaiso — Broken Homeland (Zamora label/PIAS)